# ジョージア地方発展インフラ省
ジョージア地方発展インフラ省（ジョージアちほうはってんインフラしょう、グルジア語: საქართველოს რეგიონული განვითარებისა და ინფრასტრუქტურის სამინისტრო、グルジア語ラテン翻字: Sakartvelos Regionuli Ganvitarebisa da Inprastrukturis Saministro）は、ジョージアの中央省庁の一つ。地方の発展とインフラの整備、地方公共団体の活動の統制を担当する。

## 歴史
地方発展インフラ省は2009年2月2日に、ジョージア憲法第81条第2項および法律「ジョージア政府の活動に関する体制・権限・配置」に基づき設置された。ジョージア総合運輸庁および道路局の廃止と権限移管に伴い新設された省である。予算は国庫により賄われている。
初代大臣にはダヴィト・トケシェラシヴィリが就任した。

## 体制
地方発展インフラ省は、国内外にとって重要となる道路ネットワークの改修と近代化などを介して、地方発展およびインフラ整備を監督している。またジョージア国内の建築業・建設業について、その活動を監視する役割を担っている。
地方発展インフラ省は、ジョージア国内のインフラの近代化に関する提案や起草を行い、その結果はジョージア議会が審査する。地方発展インフラ省は、大臣官房、行政局、検察局、法務局、地方発展局、広報局、軍事作戦調整室、国際関係室、ならびに内部部局（自動車道路局、運輸管理監査室、主要建設施工監査室）により構成される。

## 歴代大臣
| 氏名                              | 在任期間       | 在任期間       | 備考 |
| 氏名                              | 開始           | 終了           | 備考 |
| --------------------------------- | -------------- | -------------- | ---- |
| タマル・スルヒア                  | 2004年2月17日  | 2009年2月6日   |      |
| ダヴィト・トケシェラシヴィリ      | 2009年2月6日   | 2010年6月25日  |      |
| ラマズ・ニコライシヴィリ          | 2010年6月30日  | 2012年8月31日  |      |
| ジャンビル・バクラゼ（代行）      | 2012年8月31日  | 2012年9月23日  |      |
| ラシャ・ムゲラゼ                  | 2012年9月23日  | 2012年10月25日 |      |
| ダヴィト・ナルマニア              | 2012年10月25日 | 2014年4月14日  |      |
| エルグジャ・ホクリシヴィリ        | 2014年4月14日  | 2014年7月26日  |      |
| ダヴィト・シャヴリアシヴィリ      | 2014年7月26日  | 2015年4月21日  |      |
| ノダル・ジャヴァヒシヴィリ        | 2015年4月22日  | 2016年11月27日 |      |
| ズラブ・アラヴィゼ                | 2016年11月27日 | 2018年3月30日  |      |
| マイア・ツキティシヴィリ          | 2018年3月30日  | 2018年6月21日  |      |
| マイア・ツキティシヴィリ（2回目） | 2018年6月21日  |                |      |